# Cột có tượng Đức Mẹ Đồng trinh ở Radonice
Cột có tượng Đức Mẹ Đồng trinh ở Radonice (tiếng Séc: Sloup se sochou Panny Marie (Radonice)) là một trong những tượng đài tôn giáo nổi tiếng về Đức Mẹ, tọa lạc ở làng Radonice, huyện Chomutov, vùng Ústí nad Labem, Cộng hòa Séc. Tượng đài này có tên trong danh sách các di tích văn hóa của Cộng hòa Séc.

## Lịch sử
Tiền thân của công trình là một bức tượng Đức Mẹ Đồng trinh có từ trước năm 1665, nhưng đã bị hư hại trong một cơn bão năm 1814. Năm 1818, bức tượng này được dỡ bỏ.
Sáng kiến xây dựng một cột Đức Mẹ ở quảng trường làng đã xuất hiện vào những năm đầu thế kỷ 19. Lúc bấy giờ, cuộc vận động quyên góp công cộng đầu tiên đã diễn ra vào năm 1813. Từ năm 1846, tượng đài mới bắt đầu được xây dựng. Gia đình nhà điêu khắc Dvořáček (từ Praha) hoàn thành được 4 bức tượng thánh, đó là: Thánh Wenceslas, Thánh Adalbert, Thánh Jan Nepomucký và Thánh Giuse. Trong khi, nhà điêu khắc Josef Max là tác giả bức tượng Đức Mẹ Đồng trinh. Cột hoàn thiện được Giám mục của Litoměřice - Augustin Bartholomew Hille thánh hiến vào ngày 1 tháng 8 năm 1847.